# Curol
El curol (Leptosomus discolor) és l'únic ocell de la família dels leptosòmids o leptosomàtids (Leptosomidae o Leptosomatidae), que generalment es consideren inclosos a l'ordre dels coraciformes (Coraciiformes), que també inclou el blauet, l'abellerol i el gaig. No obstant això, la posició d'aquesta família no és molt clara. Proves morfològiques podrien suggerir una ubicació dins o prop dels Falconiformes. En l'estudi més complet d'ADN, fet per Hackett et al. aquest és un dels dos ocells -, a més de l'Hoatzín– en què la posició no és clara, encara que sembla estar en l'arrel d'un grup que contindria els Trogoniformes, Bucerotiformes, Piciformes i Coraciiformes. Modernament s'ha fet per ell l'ordre dels leptosomiformes. Habita els boscos i selves de Madagascar i les illes Comores.

## Morfologia
Aquest ocell fa 40-50 cm de llargària, sent la subespècie nominal la major i L. d. gracilis la més petita. A diferència de molts coraciformes, aquesta espècie té una marcada dicromia sexual. Els mascles tenen pit i cap gris, mudant gradualment a blanc a les parts inferiors. La part posterior, la cua i les cobertores alars són de color verd iridescent amb un tint porpra (especialment les cobertores). Corona i línia ocular negre. Les femelles són predominantment de color marró amb taques pàl·lides a les zones inferiors. Els joves són semblant a les femelles. El bec és fort i els ulls són molt endarrerits encara. Les cames i peus són petis i amb zigodactília.

## Alimentació
La dieta no és ben coneguda, però se sap que consumeixen rèptils sauris (com ara camaleons i dragons) i insectes com erugues, llagostes, cigales i insectes pal. L'ocell roman en una perca immòbil mirant la presa, després fa una ràpida sortida cap a ella. També pot caçar en vol.

## Reproducció
S'ha investigat poc la biologia reproductiva d'aquest ocell. Fan la posta directament en cavitats naturals d'arbres alts, a 4-6 m del terra. Ponen al voltant de quatre ous que són covats per la femella mentre el mascle porta l'aliment. La incubació dura uns 20 dies i els pollets abandonen el niu un mes més tard.

## Taxonomia
Se n'han descrit tres subespècies:
- L. discolor discolor (Hermann, 1783), de Madagascar i l'Illa de Mayotte.
- L. discolor Intermedius Hartert & Neumann, 1924, d'Anjouan.
- L. discolor gracilis Milne-Edwards & Oustalet, 1885 de Grande Comore. És la menor de les subespècies i s'ha considerat una espècie (Leptosomus gracilis) per alguns autors.